# سباستین ارار

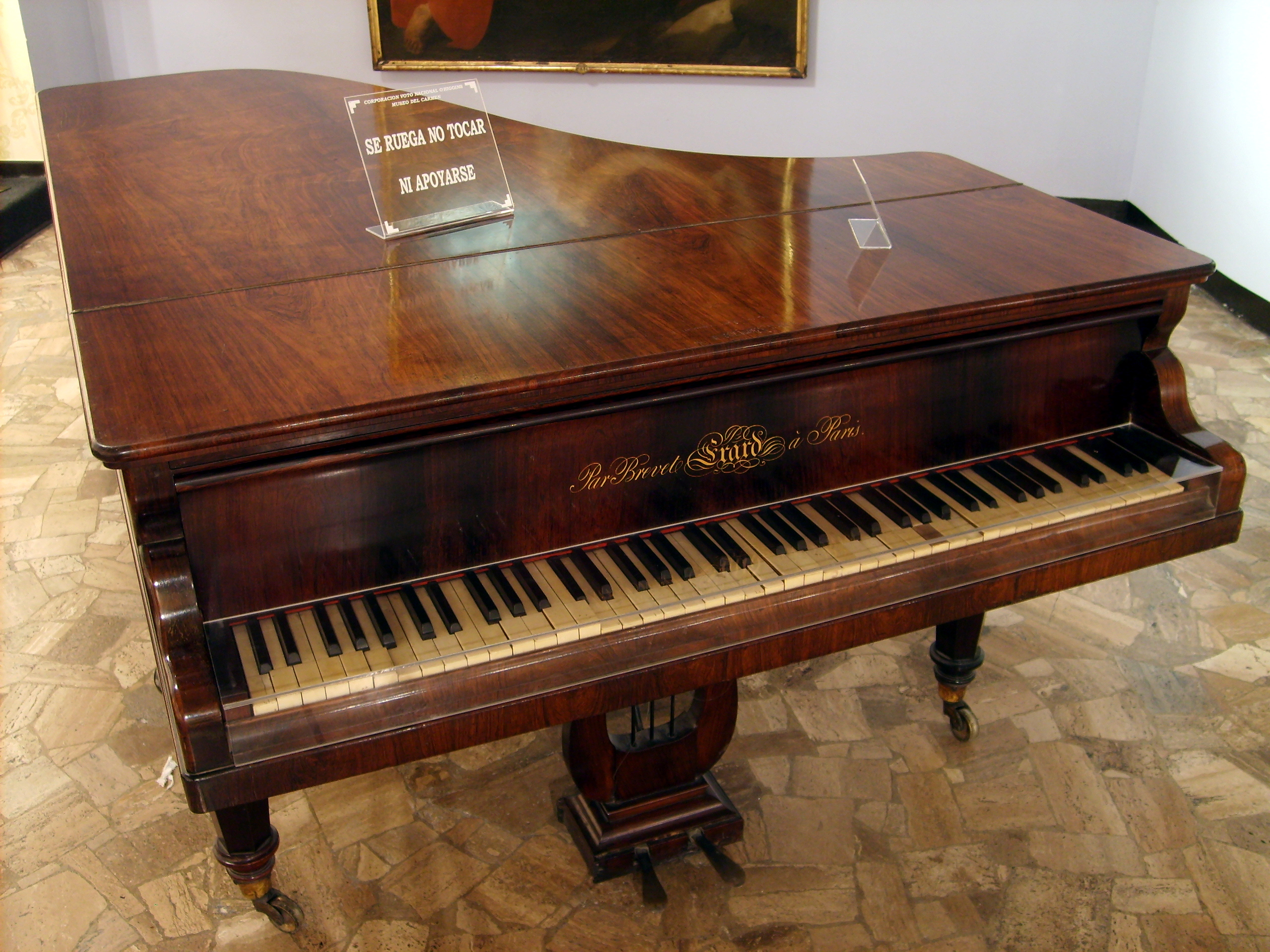
پیانوی اِرار

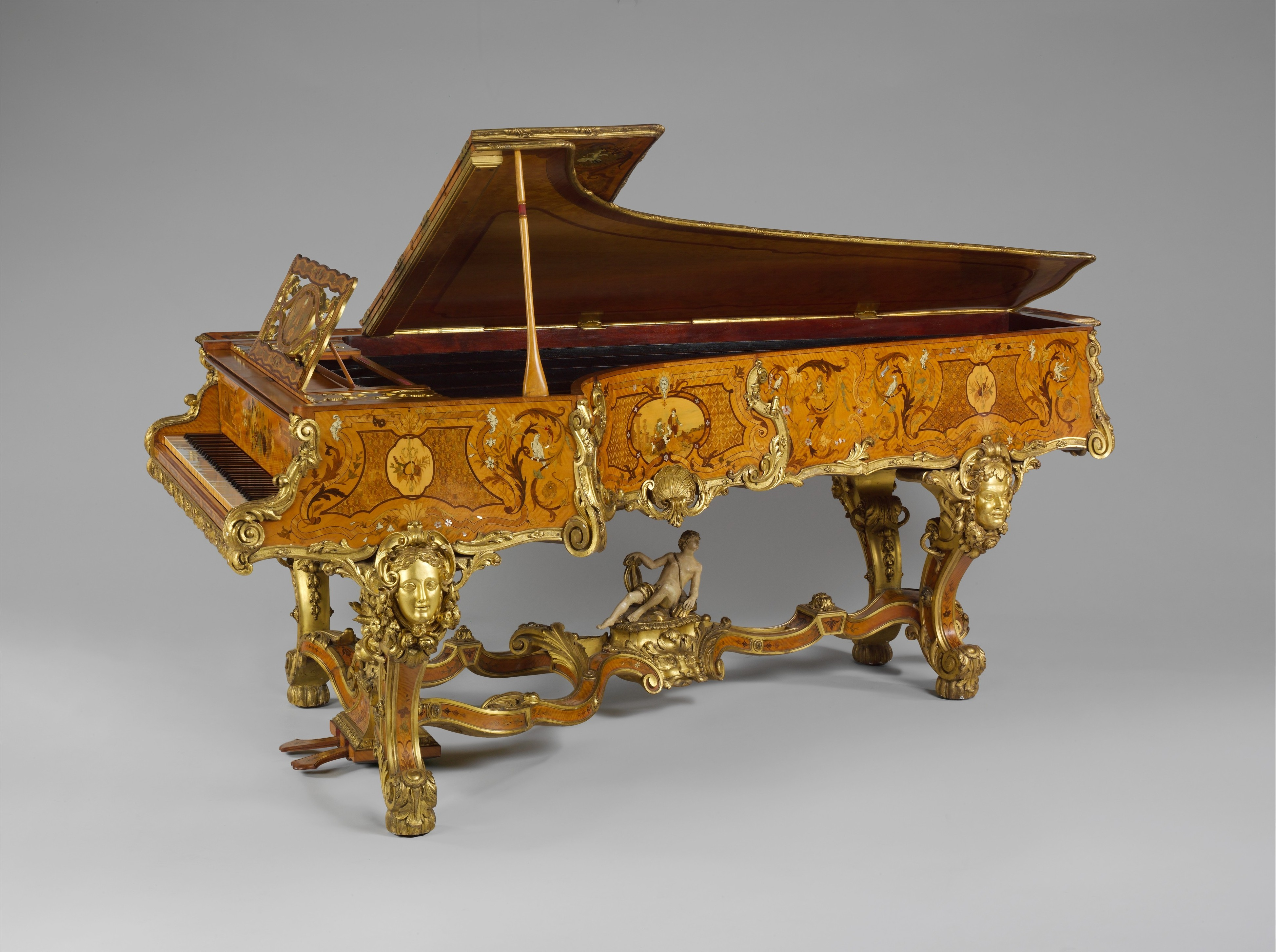
نگاره‌ای از یک پیانوی گراند ساخت سباستین اِرار، به سال ۱۸۴۰ میلادی که به سفارش خاندان سلطنتی فرانسه ساخته‌شد بود. این پیانو اکنون در مالکیت موزه متروپولیتن نیویورک قرار دارد.

سباستیَن اِرار (فرانسوی: Sébastien Érard‎؛ ۵ آوریل ۱۷۵۲ – ۵ اوت ۱۸۳۱) کارآفرین، و سازندهٔ ساز موسیقی اهل فرانسه بود و در ساخت پیانو و چنگ تخصص داشت.

## در ادبیات
پیانوی بزرگ ارار در خط داستانی نواگر پیانو به‌طور برجسته نشان داده می‌شود.